# Kamień Pomorski (gemeente)
De gemeente Kamień Pomorski maakt deel uit van powiat Kamieński, woiwodschap West-Pommeren. Aangrenzende gemeenten:
- Dziwnów, Golczewo, Świerzno en Wolin (powiat Kamieński)

Zetel van de gemeente is in de stad Kamień Pomorski.
De gemeente beslaat 20,7% van de totale oppervlakte van de powiat.

## Demografie
Stand op 30 juni 2004:
| Omschrijving                   | Totaal | Totaal | Vrouwen | Vrouwen | Mannen | Mannen |
| ------------------------------ | ------ | ------ | ------- | ------- | ------ | ------ |
| eenheid                        | aantal | %      | aantal  | %       | aantal | %      |
| inwoners                       | 14 496 | 100    | 7493    | 51,7    | 7003   | 48,3   |
| bevolkingsdichtheid (inw./km²) | 69,5   | 69,5   | 35,9    | 35,9    | 33,6   | 33,6   |

De gemeente heeft 30,2% van het aantal inwoners van de powiat. In 2002 bedroeg het gemiddelde inkomen per inwoner 1162,63 zł.

## Plaatsen
- Kamień Pomorski (Duits Cammin, stad sinds 1274)

Administratieve plaatsen (sołectwo) van de gemeente Kamień Pomorski:
- Benice, Buszęcin, Chrząstowo, Chrząszczewo, Dusin, Górki, Grabowo, Grębowo, Jarszewo, Jarzysław, Kukułowo, Połchowo, Rekowo, Rozwarowo, Rzewnowo, Skarchowo, Stawno, Strzeżewo, Szumiąca, Trzebieszewo en Wrzosowo.

Zonder de status sołectwo : Borucin, Buniewice, Ducino, Ganiec, Giżkowo, Miłachowo, Mokrawica, Płastkowo, Radawka, Rarwino, Sibin, Strzeżewko, Śniatowo, Świniec, Żółcino.
- Virtual International Authority File: 235917046